# Résultats détaillés des championnats d'Europe d'athlétisme en salle 2007
Résultats détaillés des Championnats d'Europe d'athlétisme en salle 2007 de Birmingham.
| Courses : 60 m - 400 m - 800 m - 1 500 m - 3 000 m Obstacles : 60 m haies Relais : Relais 4 × 400 m Sauts : Hauteur - Longueur - Triple saut - Perche Lancers : Poids Epreuves combinées : Heptathlon/Pentathlon Tableau des médailles - Légende |

## Résultats

### 60 m
| Rang | Pays        | Athlète            | Temps  |
| ---- | ----------- | ------------------ | ------ |
| 1    | Royaume-Uni | Jason Gardener     | 6 s 51 |
| 2    | Royaume-Uni | Craig Pickering    | 6 s 59 |
| 3    | France      | Ronald Pognon      | 6 s 60 |
| 4    | Slovénie    | Matic Osovnikar    | 6 s 63 |
| 5    | Russie      | Mikhail Yegorychev | 6 s 65 |
| 6    | Italie      | Fabio Cerutti      | 6 s 65 |

| Rang | Pays        | Athlète             | Temps  |
| ---- | ----------- | ------------------- | ------ |
| 1    | Belgique    | Kim Gevaert         | 7 s 12 |
| 2    | Russie      | Yevgeniya Polyakova | 7 s 18 |
| 3    | Pologne     | Daria Onysko        | 7 s 20 |
| 4    | Royaume-Uni | Jeanette Kwakye     | 7 s 20 |
| 5    | Bulgarie    | Tezdzhan Naimova    | 7 s 22 |
| 6    | Grèce       | Ekaterini Thanou    | 7 s 26 |

### 400 m
| Rang | Pays        | Athlète          | Temps        |
| ---- | ----------- | ---------------- | ------------ |
| 1    | Irlande     | David Gillick    | 45 s 52 (RN) |
| 2    | Allemagne   | Bastian Swillims | 45 s 62      |
| 3    | Royaume-Uni | Robert Tobin     | 46 s 15      |
| 4    | Suède       | Johan Wissman    | 46 s 17      |
| 5    | Italie      | Andrea Barberi   | 46 s 47      |
| 6    | Autriche    | Clemens Zeller   | 46 s 64      |

| Rang | Pays        | Athlète            | Temps        |
| ---- | ----------- | ------------------ | ------------ |
| 1    | Royaume-Uni | Nicola Sanders     | 50 s 02 (RN) |
| 2    | Biélorussie | Ilona Usovich      | 51 s 00      |
| 3    | Russie      | Olesya Zykina      | 51 s 69      |
| 4    | Roumanie    | Angela Morosanu    | 51 s 93      |
| 5    | Russie      | Tatyana Veshkurova | 51 s 96      |
| 6    | Pologne     | Grazyna Prokopek   | 52 s 86      |

### 800 m
| Rang | Pays     | Athlète            | Temps         |
| ---- | -------- | ------------------ | ------------- |
| 1    | Pays-Bas | Arnoud Okken       | 1 min 47 s 92 |
| 2    | Espagne  | Miguel Quesada     | 1 min 47 s 96 |
| 3    | Italie   | Maurizio Bobbato   | 1 min 48 s 71 |
| 4    | Espagne  | Luis Alberto Marco | 1 min 48 s 71 |
| 5    | Suède    | Mattias Claesson   | 1 min 48 s 72 |
| 6    | Hongrie  | David Takacs       | 1 min 49 s 28 |

| Rang | Pays        | Athlète            | Temps         |
| ---- | ----------- | ------------------ | ------------- |
| 1    | Russie      | Oksana Zbrozhek    | 1 min 59 s 23 |
| 2    | Ukraine     | Tetyana Petlyuk    | 1 min 59 s 84 |
| 3    | Slovénie    | Jolanda Ceplak     | 2 min 00 s 00 |
| 4    | Royaume-Uni | Marilyn Okoro      | 2 min 00 s 20 |
| 5    | Royaume-Uni | Jenny Meadows      | 2 min 00 s 25 |
| 6    | Slovénie    | Brigita Langerholc | 2 min 01 s 24 |

### 1 500 m
| Rang | Pays    | Athlète              | Temps         |
| ---- | ------- | -------------------- | ------------- |
| 1    | Espagne | Juan Carlos Higuero  | 3 min 44 s 41 |
| 2    | Espagne | Sergio Gallardo      | 3 min 44 s 51 |
| 3    | Espagne | Arturo Casado        | 3 min 44 s 73 |
| 4    | France  | Abdelkader Bakhtache | 3 min 45 s 54 |
| 5    | Hongrie | Barnabás Bene        | 3 min 45 s 58 |
| 6    | France  | Mounir Yemmouni      | 3 min 46 s 11 |

| Rang | Pays        | Athlète            | Temps         |
| ---- | ----------- | ------------------ | ------------- |
| 1    | Pologne     | Lidia Chojecka     | 4 min 05 s 13 |
| 2    | Russie      | Natalya Pantelyeva | 4 min 06 s 04 |
| 3    | Russie      | Olesya Chumakova   | 4 min 06 s 48 |
| 4    | Royaume-Uni | Helen Clitheroe    | 4 min 08 s 60 |
| 5    | Espagne     | Mayte Martínez     | 4 min 09 s 18 |
| 6    | Ukraine     | Nataliya Tobias    | 4 min 09 s 62 |

### 3 000 m
| Rang | Pays        | Athlète           | Temps         |
| ---- | ----------- | ----------------- | ------------- |
| 1    | Italie      | Cosimo Caliandro  | 8 min 02 s 44 |
| 2    | France      | Bouabdellah Tahri | 8 min 02 s 85 |
| 3    | Espagne     | Jesús España      | 8 min 02 s 91 |
| 4    | Turquie     | Halil Akkas       | 8 min 03 s 14 |
| 5    | Royaume-Uni | Mo Farah          | 8 min 03 s 50 |
| 6    | Irlande     | Alistair Cragg    | 8 min 03 s 70 |

| Rang | Pays        | Athlète             | Temps            |
| ---- | ----------- | ------------------- | ---------------- |
| 1    | Pologne     | Lidia Chojecka      | 8 min 43 s 25    |
| 2    | Espagne     | Marta Dominguez     | 8 min 44 s 40    |
| 3    | Italie      | Silvia Weissteiner  | 8 min 44 s 81 RN |
| 4    | Allemagne   | Sabrina Mockenhaupt | 8 min 45 s 77    |
| 5    | Royaume-Uni | Lisa Dobriskey      | 8 min 47 s 25    |
| 6    | Royaume-Uni | Jo Pavey            | 8 min 54 s 94    |

### 60 m haies
| Rang | Pays        | Athlète               | Temps  |
| ---- | ----------- | --------------------- | ------ |
| 1    | Pays-Bas    | Gregory Sedoc         | 7 s 63 |
| 2    | Pays-Bas    | Marcel van der Westen | 7 s 64 |
| 3    | Espagne     | Jackson Quiñónez      | 7 s 65 |
| 4    | Royaume-Uni | Andy Turner           | 7 s 67 |
| 5    | Ukraine     | Serhiy Demydyuk       | 7 s 68 |
| 6    | Royaume-Uni | Allan Scott           | 7 s 71 |

| Rang | Pays        | Athlète             | Temps  |
| ---- | ----------- | ------------------- | ------ |
| 1    | Suède       | Susanna Kallur      | 7 s 87 |
| 2    | Russie      | Aleksandra Antonova | 7 s 94 |
| 3    | Allemagne   | Kirsten Bolm        | 7 s 97 |
| 4    | Russie      | Irina Shevchenko    | 8 s 01 |
| 5    | Royaume-Uni | Sara McGreavy       | 8 s 04 |
| 6    | France      | Reina-Flor Okori    | 8 s 08 |

### 4 × 400mrelais
| Rang | Pays        | Athlètes                                                       | Temps            |
| ---- | ----------- | -------------------------------------------------------------- | ---------------- |
| 1    | Royaume-Uni | Robert Tobin Dale Garland Philip Taylor Steven Green           | 3 min 07 s 04    |
| 2    | Russie      | Ivan Buzolin Vladislav Frolov Maksim Dyldin Artem Sergeyenkov  | 3 min 08 s 10    |
| 3    | Pologne     | Piotr Kedzia Marcin Marciniszyn Lukasz Pryga Piotr Klimczak    | 3 min 08 s 14    |
| 4    | France      | Yannick Fonsat Richard Maunier Yoann Décimus Fadil Bellaabouss | 3 min 10 s 15    |
| 5    | Roumanie    | Vasile Bobos Catalin Cîmpeanu Bogdan Vîlcu Ioan Vieru          | 3 min 10 s 75 RN |
| dsq  | Allemagne   | Ingo Schultz Florian Seitz Simon Kirch Bastian Swillims        |                  |

| Rang | Pays        | Athlètes                                                                 | Temps               |
| ---- | ----------- | ------------------------------------------------------------------------ | ------------------- |
| 1    | Biélorussie | Yuliana Yushanka Iryna Khliustava Svetlana Usovich Ilona Usovich         | 3 min 27 s 83 RC RN |
| 2    | Russie      | Olesya Zykina Natalya Ivanova Zhanna Kashcheyeva Natalya Antyukh         | 3 min 28 s 16       |
| 3    | Royaume-Uni | Emma Duck Nicola Sanders Kim Wall Lee McConnell                          | 3 min 28 s 69 RN    |
| 4    | Pologne     | Zuzanna Radecka Aneta Lemiesz Agnieszka Karpiesiuk Grazyna Prokopek      | 3 min 30 s 31       |
| 5    | Allemagne   | Claudia Hoffmann Jana Neubert Anja Pollmächer Jonna Tilgner              | 3 min 32 s 46       |
| dsq  | Ukraine     | Kseniya Karandyuk Oksana Ilyushkina Olha Zavhorodnya Oleksandra Peycheva |                     |

### Saut en hauteur
| Rang | Pays        | Athlète                 | Hauteur |
| ---- | ----------- | ----------------------- | ------- |
| 1    | Suède       | Stefan Holm             | 2,34 m  |
| 2    | Suède       | Linus Thörnblad         | 2,32 m  |
| 3    | Royaume-Uni | Martyn Bernard          | 2,29 m  |
| 4    | Tchéquie    | Tomáš Janků             | 2,25 m  |
| 5 ex | Pologne     | Aleksander Walerianczyk | 2,20 m  |
| 5 ex | Italie      | Andrea Bettinelli       | 2,20 m  |

| Rang | Pays     | Athlète               | Hauteur        |
| ---- | -------- | --------------------- | -------------- |
| 1    | Belgique | Tia Hellebaut         | 2,05 m (RN RC) |
| 2    | Italie   | Antonietta Di Martino | 1,96 m         |
| 3    | Bulgarie | Venelina Veneva       | 1,96 m         |
| 4    | Espagne  | Ruth Beitia           | 1,96 m         |
| 5    | Croatie  | Blanka Vlašić         | 1,92 m         |
| 6 ex | France   | Melanie Skotnik       | 1,92 m         |
| 6 ex | Russie   | Anna Tchitcherova     | 1,92 m         |

### Saut à la perche
| Rang | Pays      | Athlète              | Hauteur |
| ---- | --------- | -------------------- | ------- |
| 1    | Allemagne | Danny Ecker          | 5,71 m  |
| 2    | Ukraine   | Denys Yurchenko      | 5,71 m  |
| 3    | Allemagne | Björn Otto           | 5,71 m  |
| 4    | Ukraine   | Oleksandr Korchmid   | 5,51 m  |
| 5    | Allemagne | Tim Lobinger         | 5,51 m  |
| 6 ex | Russie    | Dmitriy Starodubtsev | 5,41 m  |
| 6 ex | France    | Jérôme Clavier       | 5,41 m  |
| 6 ex | Bulgarie  | Spas Bukhalov        | 5,41 m  |

| Rang | Pays      | Athlète             | Hauteur |
| ---- | --------- | ------------------- | ------- |
| 1    | Russie    | Svetlana Feofanova  | 4,76 m  |
| 2    | Russie    | Yuliya Golubchikova | 4,71 m  |
| 3    | Pologne   | Anna Rogowska       | 4,66 m  |
| 4    | Tchéquie  | Pavla Rybová        | 4,58 m  |
| 5    | Allemagne | Silke Spiegelburg   | 4,48 m  |
| 6 ex | Allemagne | Julia Hütter        | 4,23 m  |
| 6 ex | Pologne   | Róza Kasprzak       | 4,23 m  |
| 6 ex | France    | Vanessa Boslak      | 4,23 m  |

### Saut en longueur
| Rang | Pays        | Athlète         | Longueur     |
| ---- | ----------- | --------------- | ------------ |
| 1    | Italie      | Andrew Howe     | 8,30 m NR EL |
| 2    | Grèce       | Loúis Tsátoumas | 8,02 m       |
| 3    | France      | Salim Sdiri     | 8,00 m       |
| 4    | France      | Kafétien Gomis  | 7,93 m       |
| 5    | Royaume-Uni | Chris Tomlinson | 7,89 m       |
| 6    | Pologne     | Marcin Starzak  | 7,88 m       |

| Rang | Pays      | Athlète             | Longueur    |
| ---- | --------- | ------------------- | ----------- |
| 1    | Portugal  | Naide Gomes         | 6,89 m (RN) |
| 2    | Espagne   | Concepción Montaner | 6,69 m      |
| 3    | Tchéquie  | Denisa Scerbová     | 6,64 m (RN) |
| 4    | Allemagne | Bianca Kappler      | 6,63 m      |
| 5    | Russie    | Yelena Sokolova     | 6,53 m      |
| 6    | Roumanie  | Alina Militaru      | 6,45 m      |

### Triple saut
| Rang | Pays        | Athlète            | Longueur     |
| ---- | ----------- | ------------------ | ------------ |
| 1    | Royaume-Uni | Phillips Idowu     | 17,56 m (RC) |
| 2    | Royaume-Uni | Nathan Douglas     | 17,47 m      |
| 3    | Russie      | Aleksandr Sergeyev | 17,15 m      |
| 4    | Ukraine     | Mykola Savolaynen  | 16,98 m      |
| 5    | Portugal    | Nelson Évora       | 16,97 m      |
| 6    | Russie      | Aleksandr Petrenko | 16,96 m      |

| Rang | Pays      | Athlète              | Longueur     |
| ---- | --------- | -------------------- | ------------ |
| 1    | Espagne   | Carlota Castrejana   | 14,64 m (RN) |
| 2    | Russie    | Olesya Bufalova      | 14,50 m      |
| 3    | France    | Teresa Nzola Meso Ba | 14,49 m (RN) |
| 4    | Russie    | Oksana Udmurtova     | 14,41 m      |
| 5    | Roumanie  | Adelina Gravila      | 14,19 m      |
| 6    | Slovaquie | Dana Veldáková       | 14,13 m      |

### Lancer du poids
| Rang | Pays        | Athlète           | Distance     |
| ---- | ----------- | ----------------- | ------------ |
| 1    | Slovaquie   | Mikuláš Konopka   | 21,57 m (RN) |
| 2    | Biélorussie | Pavel Lyzhyn      | 20,82 m      |
| 3    | Danemark    | Joachim Olsen     | 20,55 m      |
| 4    | Finlande    | Robert Häggblom   | 20,26 m      |
| 5    | Biélorussie | Andrei Mikhnevich | 20,12 m      |
| 6    | Finlande    | Conny Karlsson    | 20,09 m      |

| Rang | Pays        | Athlète             | Distance |
| ---- | ----------- | ------------------- | -------- |
| 1    | Italie      | Assunta Legnante    | 18,92 m  |
| 2    | Russie      | Irina Khudoroshkina | 18,50 m  |
| 3    | Russie      | Olga Ryabinkina     | 18,16 m  |
| 4    | Biélorussie | Yulia Leantsiuk     | 18,10 m  |
| 5    | France      | Laurence Manfredi   | 18,02 m  |
| 6    | Russie      | Anna Omarova        | 17,98 m  |

### Heptathlon/Pentathlon
| Rang | Pays        | Athlète             | Points |
| ---- | ----------- | ------------------- | ------ |
| 1    | Tchéquie    | Roman Šebrle        | 6 196  |
| 2    | Russie      | Aleksandr Pogorelov | 6 127  |
| 3    | Biélorussie | Andrei Krauchanka   | 6 090  |
| 4    | Allemagne   | Dennis Leyckes      | 5 962  |
| 5    | Allemagne   | Jacob Minah         | 5 896  |
| 6    | France      | Romain Barras       | 5 883  |

| Rang | Pays        | Athlète            | Points     |
| ---- | ----------- | ------------------ | ---------- |
| 1    | Suède       | Carolina Klüft     | 4 944      |
| 2    | Royaume-Uni | Kelly Sotherton    | 4 927 (RN) |
| 3    | Pays-Bas    | Karin Ruckstuhl    | 4 801 (RN) |
| 4    | Lituanie    | Austra Skujytė     | 4 740 (RN) |
| 5    | Ukraine     | Nataliya Dobrynska | 4 739 (RN) |
| 6    | Royaume-Uni | Jessica Ennis      | 4 716      |

#### Légende
- RE : Record d'Europe
- RC : Record des Championnats
- RN : Record national
- disq. : disqualification
- ab. : abandon

## Tableau des médailles
| rang | pays        | or | argent | bronze | total |
| 1.   | Royaume-Uni | 4  | 3      | 3      | 10    |
| 2.   | Italie      | 3  | 1      | 2      | 6     |
| 3.   | Suède       | 3  | 1      | 0      | 4     |
| 4.   | Russie      | 2  | 9      | 4      | 15    |
| 5.   | Espagne     | 2  | 4      | 3      | 9     |
| 6.   | Pays-Bas    | 2  | 1      | 1      | 4     |
| 7.   | Pologne     | 2  | 0      | 3      | 5     |
| 8.   | Belgique    | 2  | 0      | 0      | 2     |
| 9.   | Biélorussie | 1  | 2      | 1      | 4     |
| 10.  | Allemagne   | 1  | 1      | 2      | 4     |
| 11.  | Tchéquie    | 1  | 0      | 1      | 2     |
| 12.  | Irlande     | 1  | 0      | 0      | 1     |
| 12.  | Portugal    | 1  | 0      | 0      | 1     |
| 12.  | Slovaquie   | 1  | 0      | 0      | 1     |
| 15.  | Ukraine     | 0  | 2      | 0      | 2     |
| 16.  | France      | 0  | 1      | 3      | 4     |
| 17.  | Grèce       | 0  | 1      | 0      | 1     |
| 18.  | Bulgarie    | 0  | 0      | 1      | 1     |
| 18.  | Danemark    | 0  | 0      | 1      | 1     |
| 18.  | Slovénie    | 0  | 0      | 1      | 1     |

## Classement des nations
| rang | pays        | 1er | 2e | 3e | 4e | 5e | 6e | 7e | 8e | total | points |
| ---- | ----------- | --- | -- | -- | -- | -- | -- | -- | -- | ----- | ------ |
| 1.   | Russie      | 2   | 9  | 4  | 2  | 3  | 4  | 1  | 1  | 26    | 140    |
| 2.   | Royaume-Uni | 4   | 3  | 3  | 4  | 5  | 3  | 0  | 0  | 22    | 120    |
| 3.   | Espagne     | 2   | 4  | 3  | 2  | 1  | 0  | 0  | 2  | 14    | 78     |
| 4.   | France      | 0   | 1  | 3  | 3  | 1  | 6  | 2  | 1  | 17    | 67     |
| 5.   | Allemagne   | 1   | 1  | 2  | 3  | 4  | 1  | 1  | 0  | 13    | 63     |
| 6.   | Pologne     | 2   | 0  | 3  | 1  | 1  | 3  | 2  | 0  | 12    | 56     |
| 7.   | Italie      | 3   | 1  | 2  | 0  | 2  | 1  | 0  | 0  | 9     | 54     |
| 8.   | Suède       | 3   | 1  | 0  | 1  | 1  | 0  | 2  | 2  | 10    | 46     |

classement officieux: 8 points puis 7, 6, etc. 1 aux places 1, 2, 3, etc. 8. Source : site de la fédération européenne

## Quelques chiffres
- Meilleures performances selon la table de l'IAAF:
  - Hommes :
    - 400 m Gillick (45 s 52) : 1221 pts
    - Triple saut Idowu (17 m56) : 1216 pts
    - Lancer du poids Konopka (21 m57) : 1215 pts

  - Femmes :
    - Pentathlon Kluft (4933 pts) : 1276 pts, Sotherton (4927 pts) : 1272 pts
    - 400 m Saunders (50 s 02) : 1255 pts
    - Saut en hauteur Hellebaut (2,05 m) : 1248 pts